# From a Birds Eye View
From a Birds Eye View è il secondo album in studio del rapper statunitense Cordae, pubblicato nel 2022.

## Tracce
1. Shiloh's Intro – 1:08
2. Jean-Michel – 2:43
3. Super – 2:57
4. Momma's Hood – 3:32
5. Want From Me – 3:50
6. Today (featuring Gunna) – 3:02
7. Shiloh's Interlude – 0:22
8. C Carter – 3:13
9. Sinister (featuring Lil Wayne) – 2:28
10. Chronicles (featuring H.E.R. and Lil Durk) – 3:32
11. Champagne Glasses (with Stevie Wonder featuring Freddie Gibbs) – 4:17
12. Westlake High – 2:56
13. Parables (Remix) (featuring Eminem) – 4:46
14. Gifted (featuring Roddy Ricch and Ant Clemons) – 2:48